# Drapeau du Manitoba

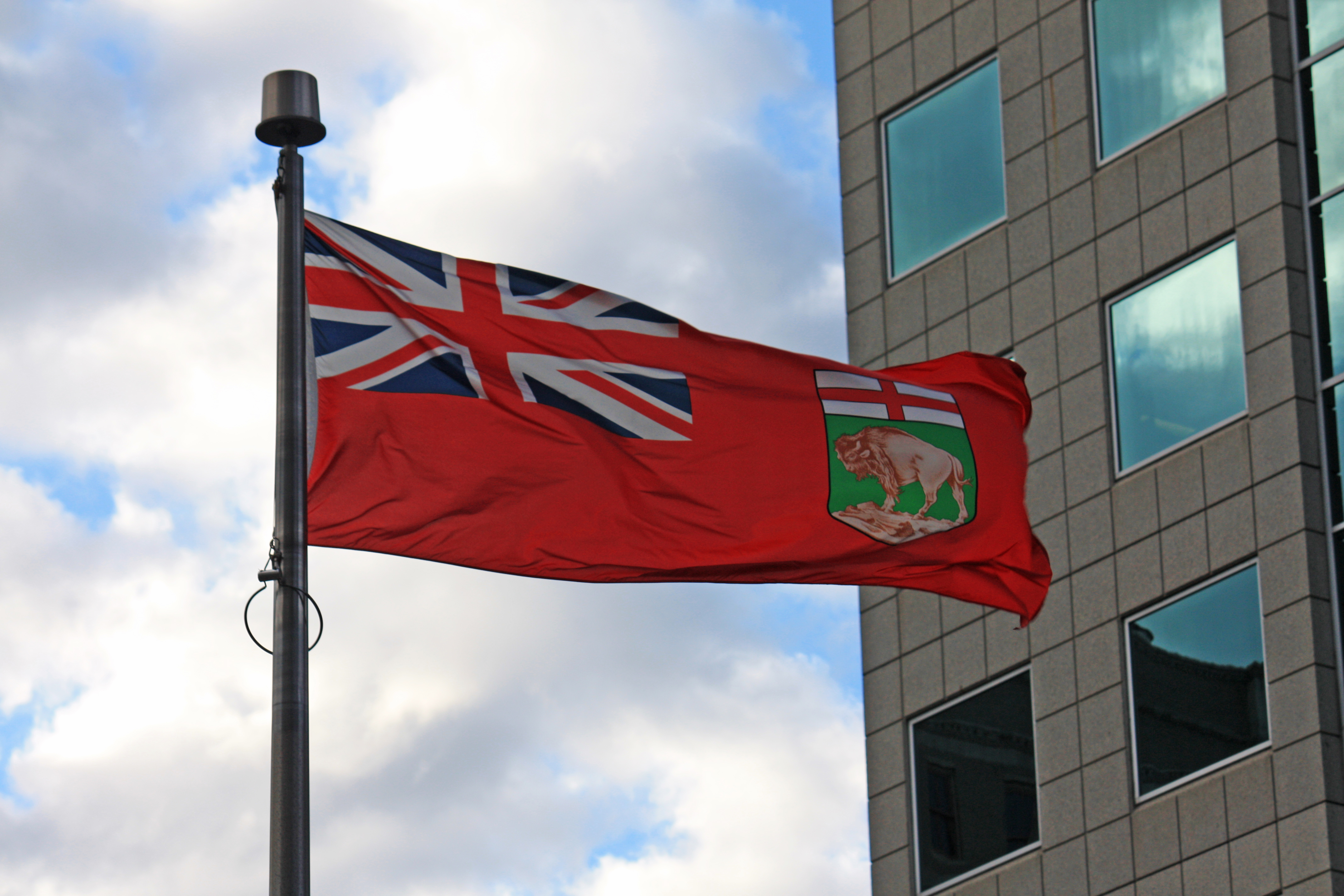
Drapeau du Manitoba

Le drapeau du Manitoba est un Red Ensign britannique qui porte l'écu des armoiries provinciales.

## Histoire
Ce drapeau fut approuvé par l'adoption d'une loi par l'Assemblée législative du Manitoba le 11 mai 1965, approuvé par la reine Élisabeth II en octobre 1965 et proclamé officiellement le 12 mai 1966. La décision d'adopter le drapeau fut prise après celle du gouvernement fédéral de remplacer le Red Ensign canadien avec le drapeau unifolié. Le drapeau de l'Ontario fut adopté en des circonstances similaires.